# Directeur central du renseignement
Le directeur du renseignement central (Director of Central Intelligence - DCI) a été à la tête de la Central Intelligence Agency américaine de 1946 à 2005, agissant en tant que conseiller fondamental en matière de renseignement auprès du président des États-Unis et du Conseil de sécurité nationale des États-Unis, ainsi que le coordinateur du renseignement activités parmi et entre les diverses agences de renseignement américaines (connues sous le nom de communauté du renseignement à partir de 1981).
Le bureau a existé de janvier 1946 au 21 avril 2005. Après la loi sur la réforme du renseignement et la prévention du terrorisme, il a été relayé par le directeur du renseignement national (DNI) à la tête des services du renseignement et le directeur de la Central Intelligence Agency (D / CIA) à la tête de la CIA.

## Histoire

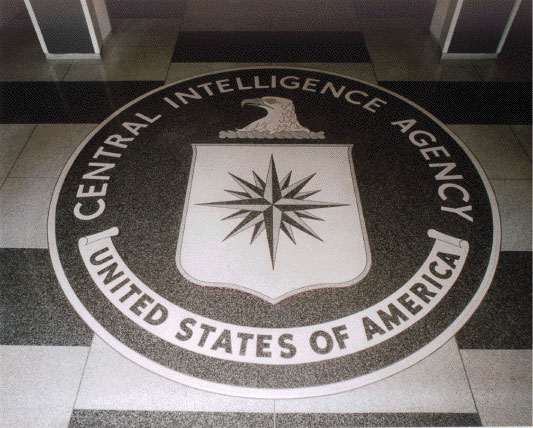
Sceau de la CIA, mesurant, en granit de diamètre dans le hall du bâtiment du siège d'origine.

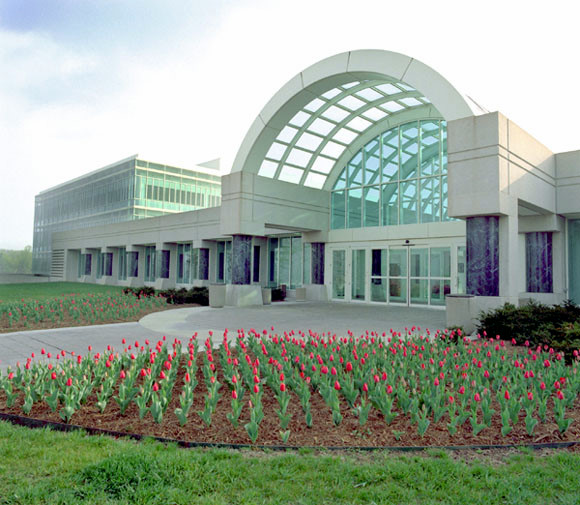
Entrée du siège de la CIA.

Le poste de DCI a été créé par le président Harry Truman le 23 janvier 1946, l'amiral Sidney Souers étant le premier DCI, suivi du général Hoyt Vandenberg qui a servi comme DCI de juin 1946 à mai 1947. Le DCI a ensuite dirigé le Central Intelligence Group (CIG), un aïeul de la CIA. Le bureau de DCI est donc antérieur à la création de la Central Intelligence Agency. La CIA a été créée par le National Security Act de 1947, qui déterminait formellement les fonctions du directeur du renseignement central. Cette loi de 1947 crée également le Conseil national de sécurité.
Jusqu'en avril 2005, le DCI était fréquemment surnommé le « directeur de la CIA », même s'il dirigeait à la fois la CIA et la communauté du renseignement au sens large. Après les attentats terroristes du 11 septembre 2001 aux États-Unis et l'enquête subséquente de la Commission sur le 11 septembre, un mouvement s'est développé pour réorganiser la communauté du renseignement. Ce mouvement a entraîné l'adoption de la loi sur la réforme du renseignement et la prévention du terrorisme en décembre 2004, qui a divisé les fonctions du DCI entre deux nouveaux bureaux. Le bureau du directeur du renseignement national (DNI) servirait de chef de la communauté du renseignement et conseillerait le NSC sur les questions de renseignement. Le directeur de la Central Intelligence Agency servirait d'administrateur en chef de la CIA.
La restructuration a pris effet le 21 avril 2005. Le 19e et dernier DCI, Porter J. Goss est devenu le premier directeur de la CIA, tandis que John Negroponte est devenu le premier DNI.

## Liste des directeurs du renseignement central
Statut
| Directeur | Directeur                           | Titularisation                        | Ayant servi sous |
| --- | ----------------------------------- | ------------------------------------- | ---------------- |
| Ce poste a précédé la création de la CIA en 1947.                                                                                         |                                     |                                       |                  |
| | RADM Sidney W. Souers, USN          | 23 janvier 1946 – 10 juin 1946        | Harry S. Truman  |
| | LTG Hoyt S. Vandenberg, USAF        | 10 juin 1946 – 1er mai 1947           | Harry S. Truman  |
| | RADM Roscoe H. Hillenkoetter, USN   | 1er mai 1947 – 7 octobre 1950         | Harry S. Truman  |
| | GEN Walter B. Smith, États-Unis     | 7 octobre 1950 – 9 février 1953       | Harry S. Truman  |
| Dwight D. Eisenhower | GEN Walter B. Smith, États-Unis     | 7 octobre 1950 – 9 février 1953       |                  |
| | Allen W. Dulles                     | 9 février 1953 – 26 février 1953      |                  |
| | Allen W. Dulles                     | 26 février 1953 – 29 novembre 1961    |                  |
| John F. Kennedy | Allen W. Dulles                     | 26 février 1953 – 29 novembre 1961    |                  |
| | John A. McCone                      | 29 novembre 1961 – 28 avril 1965      |                  |
| Lyndon B. Johnson | John A. McCone                      | 29 novembre 1961 – 28 avril 1965      |                  |
| | VADM William F. Raborn, USN*        | 28 avril 1965 – 30 juin 1966          |                  |
| | Richard M. Helms                    | 30 juin 1966 – 2 février 1973         | Richard Nixon    |
| | James R. Schlesinger                | 2 février 1973 – 2 juillet 1973       | Richard Nixon    |
| | Lt. Gen. Vernon A. Walters, US Army | 2 juillet 1973 – 4 septembre 1973,    | Richard Nixon    |
| | William E. Colby                    | 4 septembre 1973 – 30 janvier 1976    | Richard Nixon    |
| Gerald Ford | William E. Colby                    | 4 septembre 1973 – 30 janvier 1976    |                  |
| | George H. W. Bush                   | 30 janvier 1976 – 20 janvier 1977     |                  |
| | E. Henry Knoche                     | 20 janvier 1977 – 9 mars 1977,        |                  |
| Jimmy Carter | E. Henry Knoche                     | 20 janvier 1977 – 9 mars 1977,        |                  |
| | ADM Stansfield Turner, USN          | 9 mars 1977 – 20 janvier 1981         |                  |
| | William J. Casey                    | 28 janvier 1981 – 29 janvier 1987     | Ronald Reagan    |
| | Robert M. Gates                     | 18 décembre 1986 – 26 mai 1987        | Ronald Reagan    |
| | William H. Webster                  | 26 mai 1987 – 31 août 1991            | Ronald Reagan    |
| George H. W. Bush | William H. Webster                  | 26 mai 1987 – 31 août 1991            |                  |
| | Richard J. Kerr                     | 1er septembre 1991 – 6 novembre 1991, |                  |
| | Robert M. Gates                     | 6 novembre 1991 – 20 janvier 1993     |                  |
| | ADM William O. Studeman, USN        | 21 janvier 1993 – 5 février 1993      | Bill Clinton     |
| | R. James Woolsey                    | 5 février 1993 – 10 janvier 1995      | Bill Clinton     |
| | ADM William O. Studeman, USN        | 11 janvier 1995 – 9 mai 1995          | Bill Clinton     |
| | John M. Deutch                      | 10 mai 1995 – 15 décembre 1996        | Bill Clinton     |
| | George J. Tenet                     | 16 décembre 1996 – 11 juillet 1997    | Bill Clinton     |
| | George J. Tenet                     | 11 juillet 1997 – 11 juillet 2004     | Bill Clinton     |
| George W. Bush | George J. Tenet                     | 11 juillet 1997 – 11 juillet 2004     |                  |
| | John E. McLaughlin                  | 12 juillet 2004 – 24 septembre 2004   |                  |
| | Porter J. Goss                      | 24 septembre 2004 – 21 avril 2005     |                  |
| « Director of Central Intelligence » a été remplacé par Director of the Central Intelligence Agency et Director of National Intelligence. |                                     |                                       |                  |
| *Retraité de la Marine avant d'être nommé DCI.                                                                                            |                                     |                                       |                  |

## Anciens directeurs toujours vivants du renseignement central
En février 2023, il y avait six anciens directeurs toujours existants du renseignement central (tous les directeurs qui ont servi depuis 1987 étant toujours vivants), le plus âgé étant William H. Webster (servi de 1987 à 1991, né en 1924). Les directeurs les plus récents à mourir étaient George HW Bush (servi de 1976 à 1977, né en 1924), le 30 novembre 2018 et William J. Casey (servi de 1981 à 1987, né en 1913), le 6 mai 1987.

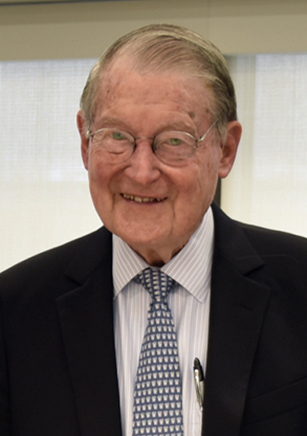
William H. Webster, servi de 1987 à 1991, né le 6 mars 1924.
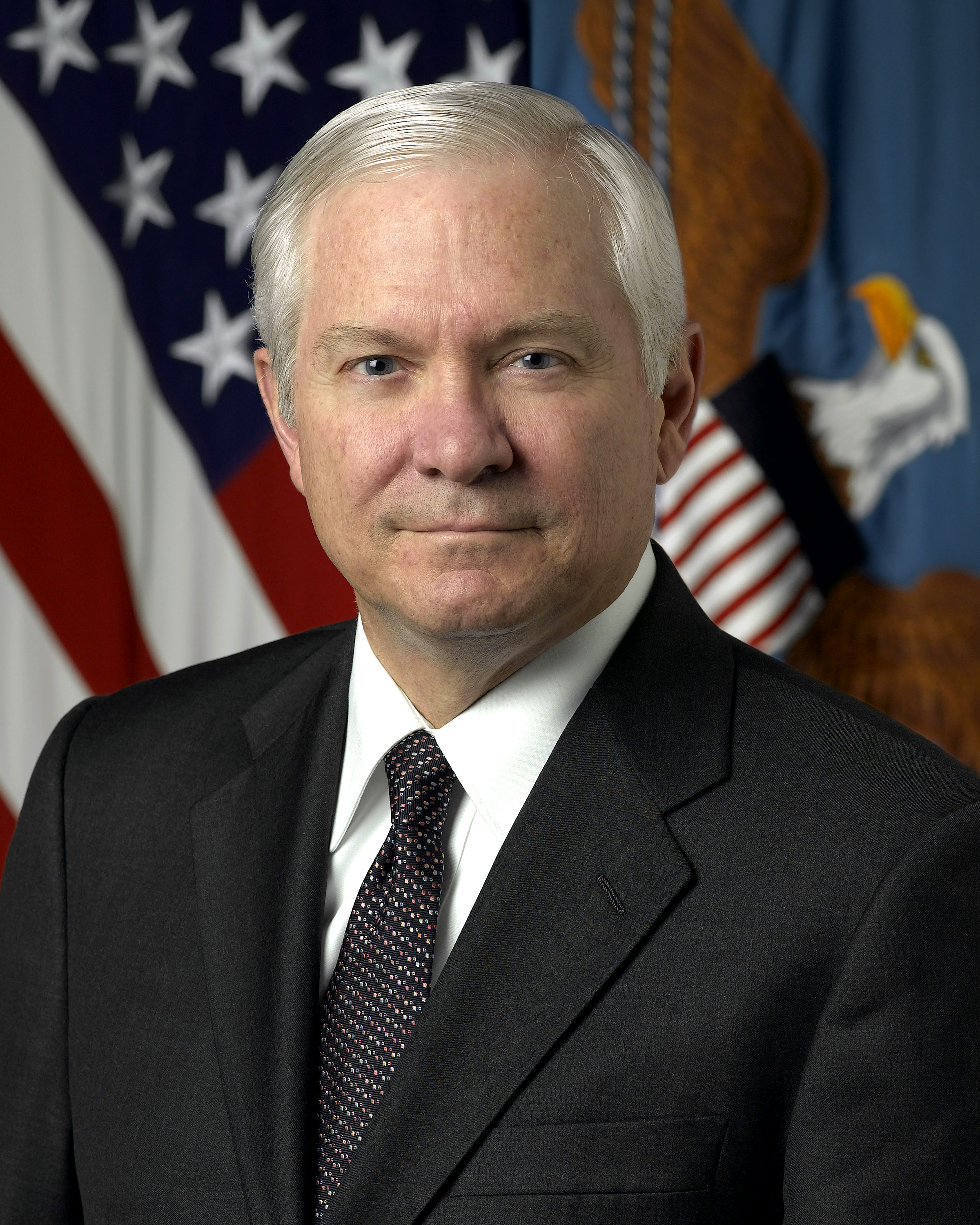
Robert Gates, servi de 1991 à 1993, né le 25 septembre 1943.
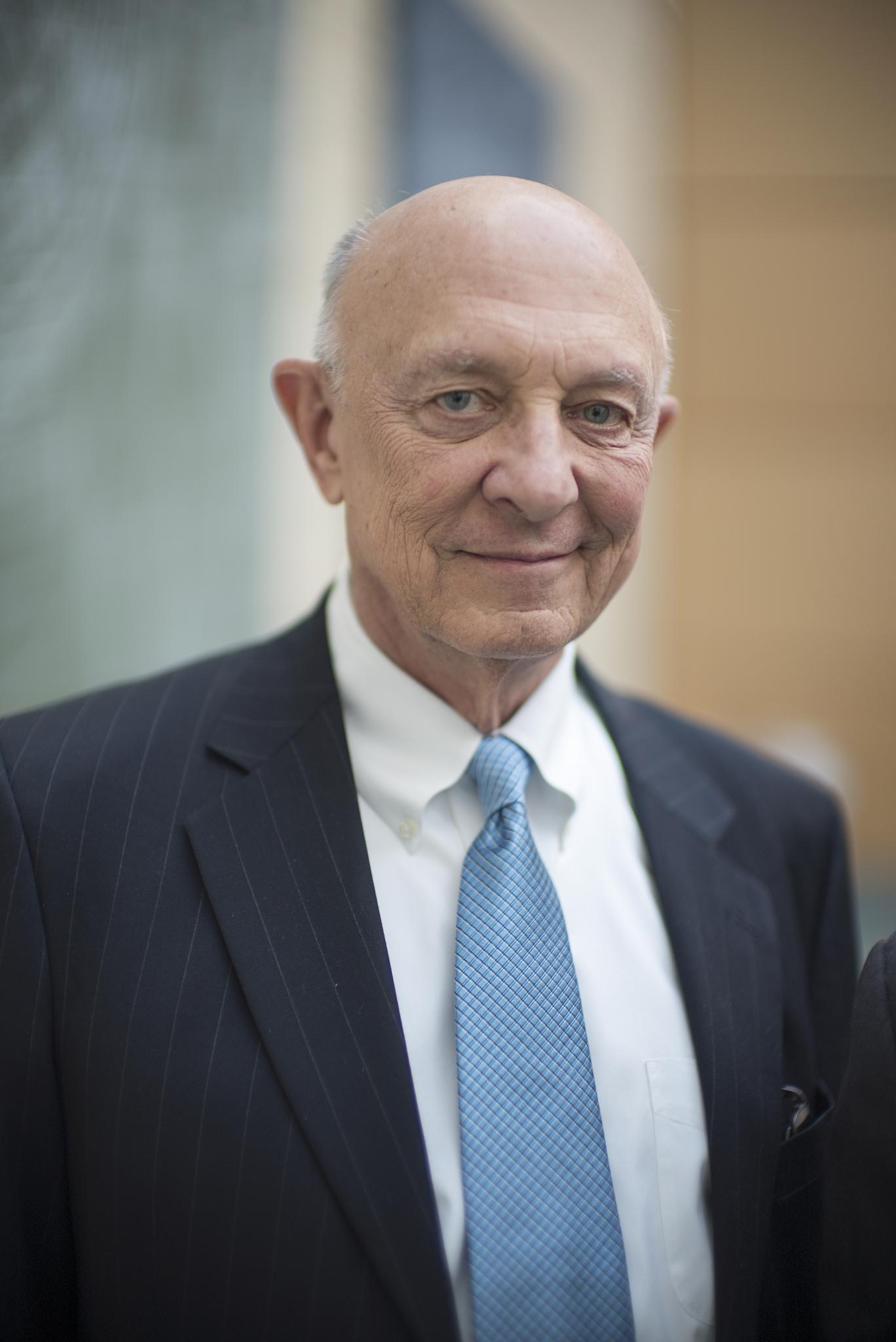
R.James Woolsey Jr., servi de 1993 à 1995, né le 21 septembre 1941.
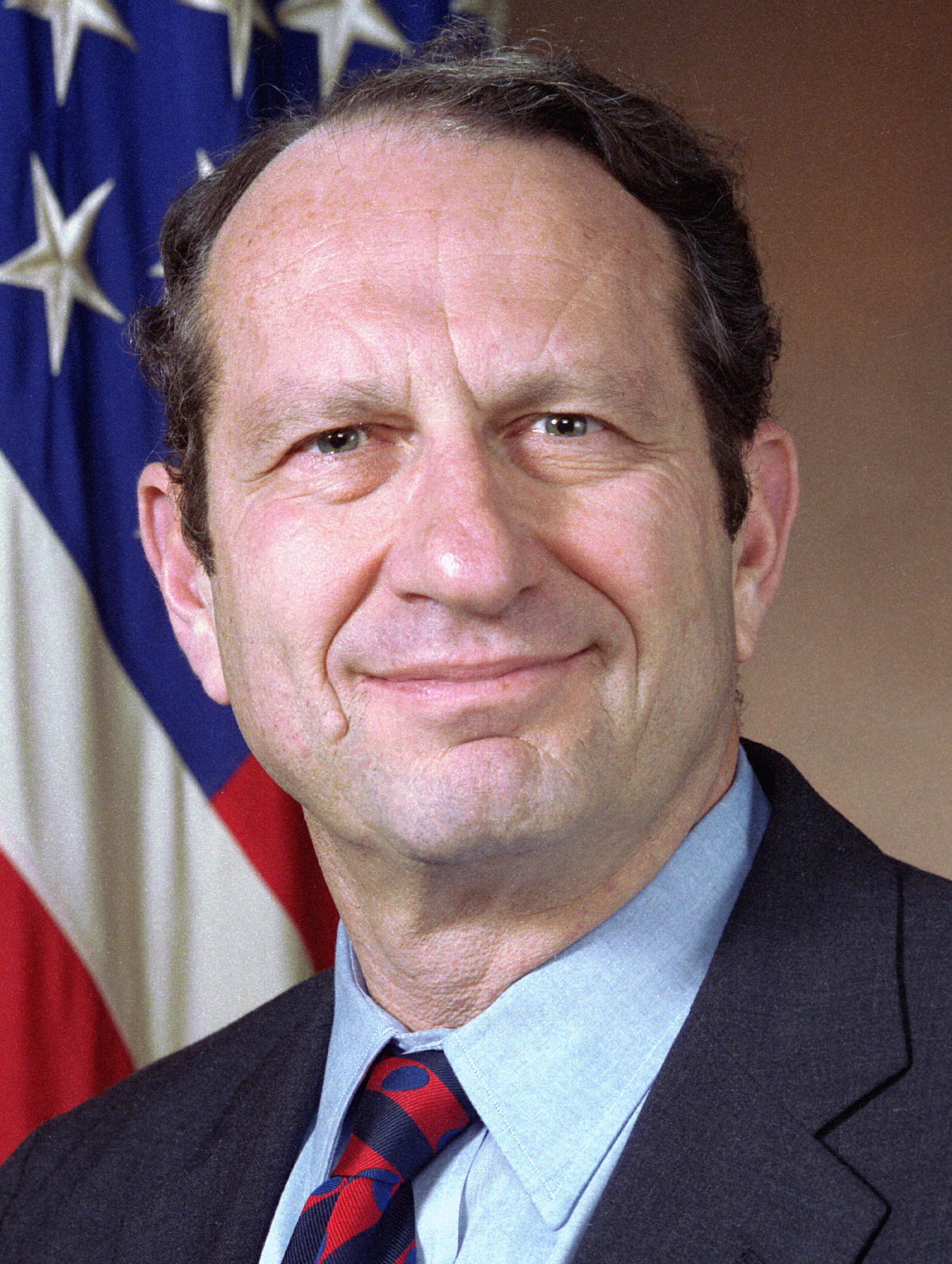
John M. Deutch, servi de 1995 à 1996, né le 27 juillet 1938.
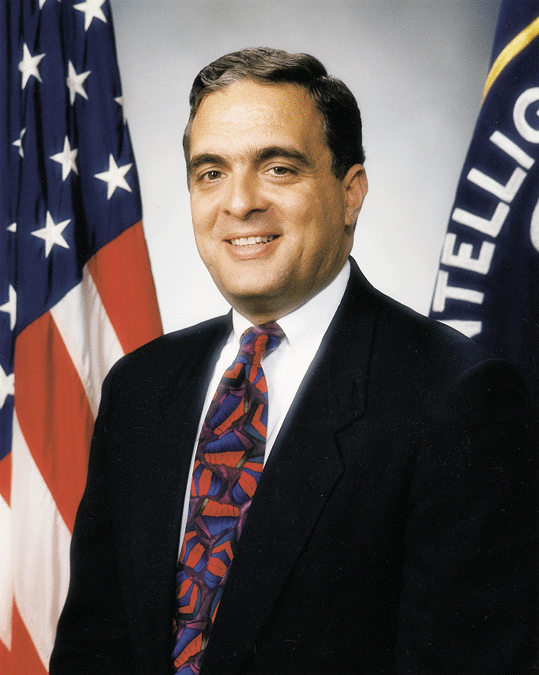
George Principe, servi de 1996 à 2004, né le 5 janvier 1953.
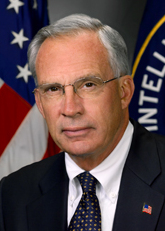
Porter Goss, servi 2004-2005, né le 26 novembre 1938.

## Comportements de gestion des directeurs et effet sur les opérations

### Roscoe H.Hillenkoetter (1947–1950)
Le contre-amiral Roscoe H. Hillenkoetter était le troisième directeur du renseignement central, mais le premier à avoir été directeur de la Central Intelligence Agency. Au cours de son mandat, une directive du Conseil de sécurité nationale sur le Bureau des projets spéciaux, du 18 juin 1948 (NSC 10/2) a en outre donné à la CIA le pouvoir de mener des opérations secrètes « contre des États ou des groupes étrangers hostiles ou en soutien à des pays étrangers amis ». États ou groupes, mais qui sont planifiés et menés de telle sorte que toute responsabilité du gouvernement américain à leur égard n'est pas évidente pour les personnes non autorisées ». Ces opérations, cependant, ont été originellement menées par d'autres institutions telles que le Bureau de coordination des politiques.

### Walter Bedell Smith (1950–1953)
Durant les premières années de son existence, les autres branches du gouvernement fédéral américain n'exerçaient pas beaucoup de contrôle sur la Central Intelligence Agency. Soi-disant motivé par le désir d'égaler et de vaincre les actions soviétiques dans tout l'hémisphère oriental, il a entrepris une tâche que beaucoup croyaient ne pouvoir être accomplie que par une approche similaire aux agences de renseignement soviétiques, sous des noms tels que NKVD, MVD, NKGB, MGB et KGB. Ces organisations soviétiques avaient également des responsabilités nationales.

### Allen W. Dulles (1953–1961)
La croissance rapide de la CIA et un sens développé de l'indépendance sous le DCI Allen Dulles ont exacerbé le problème de la liberté de la communauté américaine du renseignement vis-à-vis d'un examen indépendant. Après le débarquement armé d'exilés cubains lors de l'invasion de la baie des cochons à Cuba en 1961, le président John F. Kennedy a renvoyé et remplacé Dulles. Dulles avait été un OSS. Vétéran de la Seconde Guerre mondiale. Son autobiographie est plus remarquable pour donner un aperçu de l'état d'esprit des personnes clés sur le terrain que pour donner une description détaillée de la CIA et de ses opérations[réf. nécessaire].

### John McCone (1961–1965)
Le président John F. Kennedy a exercé une plus grande supervision et il a nommé un républicain avec une formation générale en ingénierie, John McCone. McCone, malgré un manque d'expérience dans les agences de renseignement, est souvent considéré comme l'un des DCI les plus compétents et un excellent gestionnaire. L'agence a intensifié son activité en Asie du Sud-Est sous le président Lyndon Johnson. McCone a abandonné son poste de DCI en avril 1965, estimant qu'il n'avait pas été apprécié par Johnson. Le mémorandum politique final de McCone à Johnson affirmait que l'expansion de la guerre au Vietnam susciterait un mécontentement national et mondial à propos de la guerre, avant qu'elle ne remporte la victoire sur le régime nord-vietnamien.

### Guillaume Raborn (1965–1966)
Raborn, un officier de marine distingué qui a dirigé la création et le développement de l'ensemble du système de sous-marins de missiles balistiques Polaris, a eu un mandat quelque peu rapide et malheureux en tant que DCI. Ses antécédents ne comprenaient aucune expérience en relations étrangères et une expérience du renseignement exclusivement concernant les opérations navales. Les historiens de la CIA ont déclaré que « Raborn n'a pas accepté le poste de DCI », à leur avis. Raborn a démissionné en tant que DCI le 30 juin 1966, après avoir servi pendant seulement quatorze mois. Il est alors remplacé par son adjoint, Richard Helms.

### Richard M. Helms (1966–1973)
Helms était un vétéran de l'OSS et de la CIA, et le premier DCI à avoir escaladé les échelons de la CIA. Helms est devenu le dirigeant du Bureau des opérations spéciales (OSO) après le rôle désastreux de la CIA dans l'essai d'invasion de la Baie des Cochons à Cuba en 1961. Helms a été désigné directeur adjoint du renseignement central sous l'amiral William Raborn. Un an plus tard, en 1966, il est nommé directeur.
Au début des années 1970, en partie à cause des cambriolages dans l'affaire du Watergate sous le président Richard Nixon, le Congrès des États-Unis a joué un rôle plus actif dans les agences de renseignement, tout comme des commissions indépendantes telles que la Commission du président des États-Unis de 1975 sur les activités de la CIA au sein de aux États-Unis, également appelée la Commission Rockefeller du nom de son président. Les révélations sur les activités passées de la CIA, telles que les assassinats et les tentatives d'assassinat de dirigeants étrangers, la surveillance nationale illicite de citoyens américains, ont attiré une surveillance considérable du Congrès qui n'avait pas été exercée auparavant.
Certaines des personnes impliquées dans les cambriolages du Watergate avaient travaillé, dans le passé, pour la CIA. Dans une cassette audio provoquant la démission de Nixon en tant que président, Nixon a stipulé à son chef de cabinet, H. R. Haldeman, de dire à la CIA qu'une enquête plus profonde sur l'affaire du Watergate « ouvrirait toute la boîte de Pandore » sur l'invasion de la Baie des Cochons à Cuba, et, par conséquent, que la CIA devrait dire au FBI de cesser d'enquêter sur le cambriolage du Watergate, pour des raisons de « sécurité nationale Helms a refusé. »
La simplicité du rôle de Helms sous le président Lyndon Johnson a changé avec l'arrivée du président Richard Nixon et du conseiller à la sécurité nationale de Nixon, Henry Kissinger. Après la débâcle du Watergate, dont Helms réussit à éloigner le plus possible la CIA, l'agence passa sous un contrôle beaucoup plus sévère du Congrès. Nixon, cependant, considérait Helms comme déloyal et le renvoya en tant que DCI en 1973. Helms était le seul DCI condamné pour des irrégularités dans le bureau ; son autobiographie décrit sa réaction aux accusations.

### James R. Schlesinger (1973)
Le 2 février 1973, il devient directeur du renseignement central, à la suite de l'ancien directeur Richard Helms, après avoir été licencié pour son refus de bloquer l'enquête sur l'affaire du Watergate. Bien que son service à la CIA ait été court, à peine six mois, il a été tumultueux, car il a de nouveau entrepris des changements organisationnels et personnels complets. Schlesinger est devenu si impopulaire au siège de la CIA à Langley, en Virginie, qu'une caméra de sécurité a été installée en face de son portrait officiel de peur qu'il ne soit vandalisé. À cette époque, il avait la réputation d'être un dirigeant dur, direct et franc[réf. nécessaire]. Le rendez-vous de Schesinger comme le Secrétaire de Défense a raccourci son service comme le DCI. Il a ordonné des rapports — connus sous le nom de Family Jewels — sur les activités illégales de l'agence.

### Guillaume Colby (1973–1976)
William Colby était un autre expert du renseignement qui a été promu au poste le plus élevé. Son autobiographie s'intitulait Honorable Men, et il pensait qu'une nation devait croire que de telles personnes constituaient son service de renseignement En décembre 1974, le journaliste d'investigation Seymour Hersh a annoncé la nouvelle des Family Jewels (qui lui a été divulguée par Colby) dans un article en première page du New York Times, révélant que la CIA avait assassiné des dirigeants étrangers et avait mené une surveillance sur quelque sept mille citoyens étasuniens impliqués dans le mouvement anti-guerre (opération CHAOS).
Le Congrès a répondu aux « Family Jewels » en 1975, enquêtant sur la CIA au Sénat via le Church Committee, conduit par le sénateur Frank Church (D-Idaho), et à la Chambre des représentants via le Pike Committee, présidé par le membre du Congrès Otis Pike ( D-NY). Le président Gerald Ford a créé la Commission Rockefeller susmentionnée et a publié un décret interdisant l'exécution de dirigeants étrangers.
Colby a été mandaté par le Congrès des États-Unis pour enquêter sur des allégations de méfaits du renseignement américain au cours des vingt-cinq années précédentes. Colby a coopéré, non par désir de réformes majeures, mais dans la conviction que l'ampleur réelle de ces méfaits n'était pas assez grande pour causer des dommages durables à la réputation de la CIA.[pas clair] Il pensait que coopérer avec le Congrès était le seul moyen de sauver l'agence de la dissolution. Colby pensait également que la CIA avait l'obligation morale de coopérer avec le Congrès et de démontrer que la CIA respectait la Constitution. Cela a provoqué une rupture majeure dans les rangs de la CIA, de nombreux officiers de l'ancienne ligne tels que l'ancien DCI Richard Helms estimant que la CIA aurait dû résister à l'intrusion du Congrès.
Le temps de Colby en tant que DCI a également été agité sur la scène mondiale. Peu de temps après sa prise de fonction, la guerre du Yom Kippour a débuté, un événement qui a surpris non seulement les agences de renseignement américaines mais aussi les Israéliens. Cette surprise du renseignement aurait affecté la crédibilité de Colby auprès de l'administration Nixon. Pendant ce temps, après de nombreuses années d'engagement, le Sud-Vietnam est tombé aux mains des forces communistes en avril 1975, un coup particulièrement difficile pour Colby, qui avait consacré une grande partie de sa vie et de sa carrière à l'effort américain là-bas. Les événements dans le domaine du contrôle des armements, en Angola, au Moyen-Orient et ailleurs ont également exigé l'attention.

### George H. W. Bush (1976–1977)
L'approbation de George H. W. Bush en tant que directeur de la Central Intelligence s'est heurtée à l'opposition de nombreux politiciens et citoyens qui étaient encore sous le choc du scandale du Watergate (lorsque Bush était à la tête du Comité national républicain et un ardent défenseur de Nixon)[réf. nécessaire]) et les enquêtes du Comité de l'Église. De nombreux arguments contre la confirmation initiale de Bush étaient qu'il était trop partisan pour le bureau. Le Washington Post, George Will et le sénateur Frank Church étaient des personnalités notables opposées à la nomination de Bush. Après que Bush ait promis de ne pas se présenter ni à la présidence ni à la vice-présidence en 1976, l'opposition à sa nomination s'est calmée.
Bush a servi comme DCI pendant 355 jours, du 30 janvier 1976 au 20 janvier 1977 La CIA avait été secouée par une série de révélations, y compris des révélations basées sur des enquêtes menées par le comité sénatorial de l'Église, sur les activités illégales et non autorisées de la CIA, et Bush était crédité d'avoir aidé à restaurer le moral de l'agence. Le 18 février 1976, le président Gerald Ford a publié le décret exécutif 11905, qui établissait des lignes directrices et des restrictions sur les agences de renseignement individuelles et clarifiait les pouvoirs et les responsabilités en matière de renseignement. Bush a eu 90 jours pour mettre en œuvre le nouvel ordre, qui appelait à un réaménagement majeur de la communauté américaine du renseignement et déclarait fermement que les activités de renseignement ne pouvaient pas être dirigées contre les citoyens américains. En sa qualité de DCI, Bush a donné des briefings sur la sécurité nationale à Jimmy Carter à la fois en tant que candidat à la présidence et en tant que président élu, et a discuté de la possibilité de rester à ce poste dans une administration Carter.
George H. W. Bush est finalement devenu le 41e président étasunien en 1989 et, à ce jour, il est le seul président étasunien à avoir dirigé la CIA.

### Stansfield Turner (1977–1981)
Compagnon de classe de Jimmy Carter à l'académie navale américaine, Turner profitait de la confiance de la Maison Blanche, mais son accent sur les méthodes techniques de collecte de renseignements, telles que SIGINT et IMINT, et son aversion apparente pour les spécialistes HUMINT et leur licenciement l'ont fait assez impopulaire au sein de la CIA. Turner a éliminé plus de 800 postes opérationnels dans ce qu'on a appelé le « massacre d'Halloween », invoquant un surnom précédemment utilisé en conjonction avec la réorganisation du personnel du président Ford en 1975. Cette direction organisationnelle est remarquable car son successeur William J. Casey était considéré comme ayant une approche intégralement opposée, concentrant une grande partie de son attention sur HUMINT. Turner a donné un témoignage remarquable au Congrès démontrant une grande partie de l'étendue du programme MKULTRA, que la CIA a dirigé du début des années 1950 à la fin des années 1960. La réforme et la simplification du système de secret multicouche de la communauté du renseignement ont été l'une des initiatives importantes de Turner, mais n'ont produit aucune conséquence au moment où il a abandonné son poste. Il a également écrit un ouvrage sur son expérience à la CIA.
Pendant le mandat de Turner à la tête de la CIA, il s'est indigné lorsque l'ancien agent Frank Snepp a publié un livre intitulé Decent Interval qui exposait l'incompétence des hauts responsables du gouvernement américain lors de la chute de Saïgon. Il a accusé Snepp d'avoir rompu l'accord de confidentialité exigé de tous les agents de la CIA, mais il a dû admettre plus tard en contre-interrogatoire qu'il n'avait jamais lu l'accord que Snepp avait signé. Quoi qu'il en soit, la CIA a finalement gagné son procès contre Snepp devant la Cour suprême des États-Unis. Le tribunal a forcé Snepp à remettre tous ses bénéfices de Decent Interval et à demander l'approbation préalable de tout futur écrit sur le travail de renseignement pour le reste de sa vie. La CIA se basera plus tard sur le précédent juridique de Snepp pour forcer Turner à demander une autorisation préalable de ses propres mémoires, qui étaient très critiques à l'égard de la politique du président Ronald Reagan (Snepp 1999, pages 359–360).

### William J. Casey (1981–1987)
Durant de son mandat à la CIA, Casey a joué un rôle important dans l'élaboration de la politique étrangère de Reagan, en particulier son approche de l'activité internationale soviétique. Basé sur un livre, The Terror Network, Casey croyait que l'Union soviétique était la source de la plupart des activités terroristes dans le monde, malgré les analystes de la CIA fournissant la preuve qu'il s'agissait en fait de propagande noire de la CIA elle-même. Casey a obtenu un rapport d'un professeur qui était d'accord avec son point de vue, ce qui a convaincu Ronald Reagan qu'il y avait une menace.
Casey a supervisé la ré-expansion des services du renseignement, en particulier la CIA, à des niveaux de financement et de ressources humaines supérieurs à ceux d'avant les réductions de ressources sous l'administration Carter. Pendant son mandat, les restrictions concernant l'utilisation par la CIA d'une influence directe et secrète sur la politique intérieure et étrangère des pays concernés par la politique américaine ont été levées. Cette période de la guerre froide a vu un accroissement des activités anti-soviétiques de l'agence à travers le monde. Il a notamment supervisé l'assistance secrète à la résistance des moudjahidines en Afghanistan, avec un budget de plus d'un milliard de dollars, en étroite collaboration avec Akhtar Abdur Rahman (le directeur général de la direction du renseignement interservices du Pakistan). L'agence a aidé le mouvement Solidarité en Pologne et un certain nombre de coups d'État et de tentatives de coup d'État en Amérique du Sud et en Amérique centrale[réf. nécessaire]. Casey a également été le principal bâtisseur de l'accord armes contre otages connu sous le nom d'affaire Iran-Contra[réf. nécessaire].
Quelques heures avant que Casey ne soit censé témoigner devant le Congrès au sujet de sa connaissance de l'Iran-Contra, il aurait été rendu incapable de parler et aurait ensuite été hospitalisé. Dans son livre de 1987, le journaliste du Washington Post, Bob Woodward, qui avait interviewé Casey à de nombreuses reprises, a déclaré qu'il était entré dans la chambre d'hôpital de Casey pour une dernière rencontre de quatre minutes - une affirmation qui a été accueillie avec incrédulité, rencontrant le déni catégorique dans de nombreux milieux, et de la femme de Casey, Sofia. Selon Woodward, lorsqu'il a demandé à Casey s'il était au courant du détournement de fonds vers les Contras nicaraguayens, « sa tête s'est brusquement relevée. Il a regardé, et a finalement hoché la tête oui ».

### William H. Webster (1987–1991)
William H. Webster avait une formation juridique, particulièrement en tant que juge fédéral et directeur du FBI. On attendait de lui, avec ce passé, qu'il résolve toutes les irrégularités juridiques à la CIA. Les répercussions du scandale de la contrebande d'armes Iran-Contra comprenaient la création de la loi sur l'autorisation du renseignement en 1991. Il définit les opérations secrètes comme des missions secrètes dans des zones géopolitiques où les États-Unis ne sont ni ouvertement ni apparemment engagés. Cela nécessitait également une chaîne de commandement autorisant, y compris un rapport officiel de découverte présidentielle, et l'information des commissions du renseignement de la Chambre et du Sénat, ce qui, en cas d'urgence, ne nécessite qu'une « notification en temps opportun. »

### Robert M.Gates (1991–1993)
Robert Gates a été nommé directeur du renseignement central au début de 1987. Il a retiré son nom après qu'il soit devenu clair que le Sénat rejetterait la nomination en raison de la polémique sur son rôle dans l'affaire Iran-Contra. Gates a été nommé, pour la deuxième fois, au poste de directeur du renseignement central par le président George HW Bush le 14 mai 1991, confirmé par le Sénat américain le 5 novembre et assermenté le 6 novembre, devenant ainsi le seul officier de carrière, dans l'histoire de la CIA (à partir de 2009) pour passer d'un employé débutant de la CIA au rang de directeur de la CIA.
Le rapport final de l'avocat indépendant pour les affaires Iran/Contra, publié le 4 août 1993, a déclaré que Gates « était apparenté à de nombreuses personnalités qui ont joué un rôle important dans l'affaire Iran/contra et était en mesure d'avoir connaissance de leurs activités. Les éléments de preuve élaborés par l'avocat indépendant ne justifiaient pas une mise en accusation ».

### R.James Woolsey (1993–1995)
En tant que directeur du renseignement central, Woolsey est connu pour avoir une relation très limitée avec le président Bill Clinton. Selon le professionnel de l'information Richard Miniter : « Au cours de ses deux années de mandat, le directeur de la CIA, James Woolsey, n'a jamais eu de rencontre en tête-à-tête avec Clinton. Même les réunions semi-privées étaient rares. Cela n'est arrivé que deux fois. Woolsey m'a dit : Ce n'était pas que j'avais une mauvaise relation avec le président. Ça n'existait tout simplement pas. »
Une autre mention sur sa relation avec Clinton, selon Paula Kaufman du magazine Insight : « Vous vous souvenez de l'homme qui a écrasé son avion sur la pelouse de la Maison Blanche en 1994 ? C'était moi qui essayait d'obtenir un rendez-vous avec le Président Clinton. » David Halberstam a noté dans son ouvrage War in a Time of Peace que Clinton avait choisi Woolsey comme directeur de la CIA parce que la campagne de Clinton avait courtisé les néo-conservateurs menant aux élections de 1992, promettant d'être plus sévères envers Taïwan, la Bosnie et les droits de l'homme en Chine, et il a été décidé qu'ils devaient céder au moins à un néo-conservateur un travail dans l'administration.

### John M. Deutch (1995–1996)
En 1995, le président Bill Clinton a nommé John Deutch au poste de directeur du renseignement central (rang au sein du cabinet de l'administration Clinton). Cependant, était initialement réticent à accepter le poste. En tant que chef de la CIA, Deutch a poursuivi la politique de son prédécesseur R. James Woolsey de déclassifier les documents relatifs aux opérations secrètes américaines pendant la guerre froide.
En 1996, le Comité spécial permanent sur le renseignement de la Chambre des États-Unis a publié un rapport du Congrès estimant que : « Des centaines d'employés sont quotidiennement contraints d'enfreindre des lois extrêmement graves dans des pays du monde entier face aux efforts souvent sophistiqués des gouvernements étrangers pour les attraper. Une estimation sûre est que plusieurs centaines de fois par jour (facilement 100 000 fois par an), les agents du DO se livrent à des activités hautement illégales (selon la loi étrangère) qui non seulement risquent d'embarrasser politiquement les États-Unis, mais mettent également en danger la liberté, voire la vie des participants étrangers et, plus qu'occasionnellement, de l'officier clandestin lui-même,. »
Dans ce même document, le comité écrit : « Compte tenu de ces faits et de l'histoire récente, qui a montré que le [directeur de la Central Intelligence Agency], qu'il le veuille ou non, est tenu responsable de la surveillance du [service clandestin], le DCI doit travailler en étroite association avec le Directeur du CS et le tenir entièrement et directement responsable devant lui. » Peu de temps après le départ de Deutch de la CIA en 1996, il a été révélé que des documents classifiés avaient été conservés sur plusieurs ordinateurs portables de Deutch désignés comme non classifiés. En janvier 1997, la CIA a lancé une enquête de sécurité officielle sur l'incident. Les membres de la haute direction de la CIA ont refusé de poursuivre pleinement la violation de la sécurité. Plus de deux ans après son départ, l'affaire a été renvoyée au ministère de la Justice, où la procureure générale Janet Reno a refusé de poursuivre. Elle a toutefois recommandé une enquête pour déterminer si Deutch devait conserver son habilitation de sécurité. Clinton lui a accordé la grâce présidentielle le dernier jour de son mandat.

### George J. Tenet (1996–2004)
George Tenet a été nommé directeur adjoint du renseignement central en juillet 1995. Après la démission brutale de John Deutch en décembre 1996, Tenet a occupé le poste de secrétaire par intérim jusqu'au 11 juillet 1997, date à laquelle il a été officiellement nommé par un vote d'approbation unanime du Sénat. Cela avait été suivi par le retrait d'Anthony Lake, dont la nomination avait été bloquée par Les Républicains au Sénat. Alors que le directeur du renseignement central a couramment été remplacé par une nouvelle administration depuis que le président Jimmy Carter a remplacé le DCI George H. W. Bush, Tenet a servi après la fin de l'administration Clinton et pendant le premier mandat de George W. Bush.
Tenet s'est lancé dans une mission de résurrection de la CIA, qui avait connu des moments difficiles depuis la fin de la guerre froide. Le nombre de nouveaux agents stagiaires recrutés chaque année était tombé à un niveau historiquement bas, une baisse de 25 % par rapport au pic de la guerre froide. Tenet a fait appel à la mission initiale de l'agence, qui avait été « d'empêcher un autre Pearl Harbor. » Le problème était de prévoir d'où pouvait venir le danger dans le monde de l'après-guerre froide. Tenet s'est concentré sur des problèmes potentiels tels que « la transformation de la Russie et de la Chine », des « États vauriens » comme la Corée du Nord, l'Iran et l'Irak, et le terrorisme.

En 1999, Tenet a présenté un grand « plan » pour traiter avec l'organisation al-Qaïda. Cet effort aurait mis la CIA dans une meilleure position pour riposter après les attentats du 11 septembre 2001. Comme Tenet l'a exprimé dans son livre, 

« Comment une communauté [du renseignement] sans plan stratégique a-t-elle pu dire au président des États-Unis quatre jours seulement après le 11 septembre comment attaquer le sanctuaire afghan et agir contre al-Qaïda dans quatre-vingt-douze pays du monde ? »

 Le 15 septembre 2001, Tenet a présenté la Worldwide Attack Matrix, un plan pour ce qui est devenu connu sous le nom de Guerre contre le terrorisme (War on Terror). Il proposa d'abord d'envoyer des équipes de la CIA en Afghanistan pour collecter des renseignements et monter des opérations secrètes contre al-Qaïda et les talibans. Les équipes agiraient simultanément avec les unités militaires d'opérations spéciales. Le président Bush a par la suite « fait l'éloge de cette proposition comme étant un tournant dans sa réflexion. »
Après les attentats du 11 septembre 2001, de nombreux observateurs ont critiqué la communauté américaine du renseignement pour de nombreux « échecs du renseignement » comme étant l'une des principales raisons pour lesquelles les attentats n'ont pas été empêchés. En août 2007, une partie d'un rapport secret rédigé par l'inspecteur général de la CIA a été rendu public (rédigé à l'origine en 2005 mais gardé secret). Son résumé de 19 pages indique que Tenet connaissait les dangers d'Al-Qaïda bien avant septembre 2001, mais que la direction de la CIA n'a pas fait assez pour empêcher toute attaque. Tenet a réagi à la publication de ce rapport en le qualifiant de « pleinement faux ».
Bob Woodward, dans son livre Plan of Attack, a écrit que Tenet a prêté en privé son autorité personnelle aux rapports de renseignement sur les armes de destruction massive (ADM) en Irak. Lors d'une réunion le 12 décembre 2002, il a assuré à Bush que les preuves contre Saddam Hussein équivalaient à une « affaire slam dunk ». Après plusieurs mois de refus de certifier cette déclaration, Tenet a déclaré plus tard que cette remarque avait été sortie de son contexte. (Tenet a fait remarquer que cette déclaration est intervenue après une discussion sur la manière d'amener l'opinion publique américaine à soutenir l'invasion de l'Irak, et que Tenet pense que la meilleure façon de persuader le public est d'expliquer les risques posés par les ADM de l'Irak, ce qui, selon Tenet, constitue une vente de relations publiques « sans appel » pour la guerre contre les ADM). La recherche après l'invasion de l'Irak en 2003 par les forces américaines, britanniques et internationales n'a révélé aucun stock d'ADM nucléaires en Irak, à l'exception de dizaines de milliers d'obus chimiques trouvés empilés du sol au plafond dans chaque pièce de ce qui était putativement un bâtiment scolaire dans la province d'Anbar[réf. nécessaire]. Tenet et son directeur des opérations ont démissionné à peu près à la même époque, et il a été suggéré que ces démissions étaient en pénitence sur la question des ADM en Irak[réf. nécessaire].

### Porter J. Goss (2004–2005)
Au cours de sa première année à Yale, Porter Goss a été recruté par la CIA. Il a passé une grande partie des années 1960 — à peu près de 1960 à 1971 — à travailler pour la Direction des opérations, les services clandestins de la CIA. Là, il a d'abord travaillé en Amérique latine et dans les Caraïbes et plus tard en Europe. Les détails complets ne sont pas connus en raison de la nature classifiée de la CIA, mais Goss a déclaré qu'il avait travaillé en Haïti, à Saint-Domingue et au Mexique. Goss, qui a déclaré avoir recruté et formé des agents étrangers, a travaillé la plupart du temps à Miami. Goss a été impliqué dans la crise des missiles de Cuba en 1962, racontant au Washington Post en 2002 qu'il avait fait de la « manipulation de petits bateaux » et qu'il avait « quelques moments très intéressants dans le détroit de Floride. »
Il a servi au Congrès pendant 16 ans, en tant que membre de la Maison républicaine de Floride, jusqu'à sa nomination au poste de directeur de la CIA. Pendant son séjour à la Chambre, Goss a constamment et radicalement défendu la CIA et soutenu de fortes aggravations budgétaires pour l'agence, même à une époque de budgets serrés et de coupes clintoniennes dans d'autres parties des budgets du renseignement. À la mi-2004, Goss a pris une position très catégorique, au cours de ce qui avait déjà été annoncé comme son dernier mandat au Congrès, appelant à des réformes et à des corrections spécifiques dans la manière dont la CIA menait ses activités, de peur qu'elle ne devienne « juste une autre bureaucratie gouvernementale. »
Après une pression croissante, le Congrès a créé l'enquête conjointe sur les activités de la communauté du renseignement avant et après les attentats terroristes du 11 septembre 2001, une enquête conjointe des deux commissions du renseignement, dirigée par Goss et le sénateur Bob Graham. Goss et Graham ont clairement indiqué que leur but n'était pas d'identifier des actes répréhensibles spécifiques : Graham a déclaré que l'enquête ne jouerait pas « le jeu du blâme sur ce qui n'allait pas du point de vue du renseignement », et Goss a déclaré : « Ce n'est pas un qui-doit- nous-pendons type d'enquête. Il s'agit de savoir où se situent les lacunes de la défense américaine et que faisons-nous à propos de ce type d'enquête. » Le rapport final de l'enquête a été publié en décembre 2002 et se concentrait totalement sur les activités de la CIA et du FBI, ne comportant aucune information sur les activités de la Maison Blanche. Ray McGovern, un vétéran de 27 ans de la CIA et un commentateur fréquent sur les questions de renseignement, a estimé que le rapport montrait que Goss accordait « une priorité claire à la protection politique du président » lors de la conduite de l'enquête. Goss a considérablement blâmé le président Bill Clinton pour les récents échecs de la CIA. Il a confié à un journaliste : « La seule chose qui m'empêche de dormir, c'est de penser à ce que j'aurais pu faire de mieux, comment aurais-je pu attirer davantage l'attention sur ce problème plus tôt. » Lorsqu'on lui a demandé s'il avait déjà fait part de ses inquiétudes à l'administration, Goss a affirmé qu'il avait rencontré Clinton à trois reprises pour discuter de « certains problèmes ». « Le résultat ? Il a été patient et nous avons eu une conversation intéressante, mais il était clair qu'il n'accordait pas autant d'importance à la communauté du renseignement que le président Bush. »